# Campionati svedesi di ski cross 2015
I Campionati svedesi di ski cross 2015 si sono svolti a Lofsdalen il 28 marzo. Il programma ha incluso sia la gara femminile che la gara maschile. 
Trattandosi di competizioni valide anche ai fini del punteggio FIS, vi hanno partecipato anche sciatori di altre federazioni, senza che questo consentisse loro di concorrere al titolo nazionale svedese.

## Risultati

### Uomini
| Pos. | Atleta              | Nazione     |
| ---- | ------------------- | ----------- |
| 1    | Thomas Borge Lie    | Norvegia    |
| 2    | Viktor Andersson    | Svezia      |
| 3    | Marius Heje Maehle  | Norvegia    |
| 4    | Victor Sticko       | Svezia      |
| 5    | Brant Crossan       | Stati Uniti |
| 6    | Tyler Wallasch      | Stati Uniti |
| 7    | Erik Mobaerg        | Svezia      |
| 8    | Alexander Lindquist | Svezia      |

### Donne
| Pos. | Atleta          | Nazione |
| ---- | --------------- | ------- |
| 1    | Alexandra Edebo | Svezia  |
| 2    | Veronica Edebo  | Svezia  |
| 3    | Olivia Jonsson  | Svezia  |
| 4    | Emma Bondesson  | Svezia  |